# Holger Neumann
Holger Neumann (* 10. September 1968 in Ulm) ist ein Generalleutnant der Luftwaffe der Bundeswehr und seit 27. Mai 2025 der 17. Inspekteur der Luftwaffe.

## Militärische Laufbahn

### Ausbildung und erste Verwendungen
Beförderungen
- 1992 Leutnant
- 1994 Oberleutnant
- 1998 Hauptmann
- 2002 Major
- 2004 Oberstleutnant
- 2015 Oberst
- 2019 Brigadegeneral
- 2024 Generalmajor
- 2025 Generalleutnant

Neumann trat 1988 in die Bundeswehr ein und leistete bis 1989 seinen Grundwehrdienst im Heer bei der 2. Kompanie des Fallschirmjägerbataillons 253 in Nagold ab. 1989 wechselte er die Teilstreitkraft zur Luftwaffe und war als Gruppenführer in der Luftwaffensicherungsstaffel des Jagdgeschwader 74 in Neuburg an der Donau eingesetzt. Von 1989 bis 1990 absolvierte er den 62. Offizierlehrgang an der Offizierschule der Luftwaffe in Fürstenfeldbruck. Anschließend nahm er von 1990 bis 1991 an der Fliegerischen Grundausbildung an der 9. Inspektion der Offizierschule der Luftwaffe sowie der 3. Deutschen Luftwaffenausbildungsstaffel in Goodyear, Arizona (USA), teil. Es schloss 1991 bis 1993 die Fliegerische Fortgeschrittenenausbildung beim Euro NATO Joint Jet Pilot Training (ENJJPT) auf der Sheppard Air Force Base in Wichita Falls, Texas (USA), und der Taktischen Grundlehrgang Alpha Jet beim Jagdbombergeschwader 49 in Fürstenfeldbruck an. Von 1993 bis 1994 absolvierte er die Waffensystemausbildung Panavia Tornado beim Trinational TORNADO Training Establishment (TTTE) in Cottesmore (GBR), und beim Jagdbombergeschwader 38 in Jever. Von 1994 bis 1997 war Neumann Einsatzpilot in der 2. Staffel des Jagdbombergeschwaders 34 in Memmingen und von 1997 bis 1999 Adjutant des Kommandeurs der 1. Luftwaffendivision in Karlsruhe, Generalmajor Walter Jertz. Im Jahr 1999 wurde er S3-Einsatzoffizier der Fliegenden Gruppe des Jagdbombergeschwader 34, bevor er von 1999 bis 2001 Einsatzstabsoffizier der 2. Staffel dieses Geschwaders wurde. Von 2001 bis 2003 nahm er am Generalstabslehrgang an der Führungsakademie der Bundeswehr in Hamburg teil.

### Dienst als Stabsoffizier
Von 2003 bis 2005 war Neumann als Dezernatsleiter A3a (Einsatz-/Führungsgrundlagen) im Kommando der 4. Luftwaffendivision in Aurich eingesetzt. Es folgte 2005 bis 2007 eine Verwendung als Referent Fü L III 1 (Konzeption und Weiterentwicklung Luftwaffe) im Führungsstab der Luftwaffe in Bonn. Von 2007 bis 2009 war Neumann Military Assistent beim Supreme Allied Commander Europe (SHAPE) der NATO in Mons (Belgien). Es folgte eine ministerielle Verwendung als Sprecher Luftwaffe/Referent im Presse- und Informationsstab des Bundesministeriums der Verteidigung in Berlin. 2013 absolvierte er die Waffensystemausbildung EUROFIGHTER beim Jagdgeschwader 73 in Laage. Von 2013 bis 2015 war Neumann S3 Stabsoffizier und stellvertretender Kommodore des Taktischen Luftwaffengeschwaders 74 in Neuburg an der Donau. Von 2015 bis 2017 war Neumann, als Nachfolger von Frank Gräfe, als Kommodore des Taktischen Luftwaffengeschwaders 74 in Führungsverantwortung. Von 2017 bis 2018 folgte eine Verwendung als stellvertretender Sprecher Verteidigungsministerium und Referatsleiter Presse im Presse- und Informationsstab. Diesen Dienstposten übernahm er von Oberst Boris Nannt.

### Dienst als General
Zum 26. September 2018 übernahm Neumann von Flottillenadmiral Karsten Schneider den Dienstposten des Direktor Ausbildung an der Führungsakademie der Bundeswehr in Hamburg. Auf diesem Dienstposten erhielt er im Juni 2019 auch die Beförderung zum Brigadegeneral. Ab August 2021 war er Abteilungsleiter I im Kommando Luftwaffe in Berlin. Am 18. September 2024 löste Neumann Generalmajor Peter Klement als Kommandeur Fliegende Verbände im Luftwaffentruppenkommando in Köln ab und wurde in der Folge zum Generalmajor ernannt. Am  27. Mai 2025 übergab der Generalinspekteur der Bundeswehr General Carsten Breuer das Kommando der Luftwaffe von Generalleutnant Ingo Gerhartz an Neumann. Neumann war zuvor bereits zum Generalleutnant befördert worden. 
Neumann verfügt als Pilot über 2800 Flugstunden auf den Flugmustern Piaggio 149D, T-37, Alpha Jet, Tornado und Eurofighter.

### Auslandseinsätze
- 4. April bis 28. Juni 2014: S3 Stabsoffizier und stellvertretender Kommodore beim Einsatzgeschwader Mazar-e Sharif, ISAF, Afghanistan

## Privates
Neumann ist verheiratet und Vater zweier Kinder.